# Luol Deng
Luol Deng (Wau, 16 april 1985) is een voormalig Brits basketbalspeler, hij stamt van de Zuid-Soedanese Dinkastam, die bekendstaat om zijn lengte.

## Jeugd
Luol maakte de burgeroorlog in Soedan mee en daarom vluchtte het gezin, vader Aldo Deng (die toen minister van Transport was), moeder en negen kinderen, naar Alexandrië (Egypte). Daar kwam hij in contact met Manute Bol, die er op vakantie was. In 1994 verhuisde de familie naar Londen. Luol was zeer sportief en werd dikwijls opgeroepen voor Britse jeugdselecties in voetbal en basketbal. In 1998 koos Luol definitief voor het basketbal, hij was toen 2,06 meter groot. Toen zijn zus Arek in 1999 naar de Verenigde Staten vertrok om er te studeren, mocht Luol van zijn vader op veertienjarige leeftijd ook de Atlantische Oceaan oversteken. Hij ging collegebasketbal spelen voor de Duke Blue Devils.

## Carrière

### NBA
In de NBA draft van 2004 werd Deng als 7e gekozen door de Phoenix Suns, maar hij werd onmiddellijk overgeplaatst naar de Bulls in Chicago. In zijn eerste profseizoen wist hij al te overtuigen met zijn prestaties en werd vervolgens geselecteerd voor de beste rookies van de competitie, het NBA All-Rookie First Team. In het daaropvolgende seizoen kreeg hij al de meeste speeltijd van alle spelers bij de Bulls. Deng speelde ook een belangrijke rol in de wederopstanding van de Bulls in het seizoen 2006/07. Hij kreeg ook de NBA Sportsmanship Award in 2007 voor zijn sportiviteit. In het seizoen 2010/11 bereikte Deng de Eastern Conference Finals met de Bulls. In 2012 werd hij voor het eerst geselecteerd als reserve voor de NBA All-Star Game. In 2013 werd hij opnieuw uitgenodigd voor de All-Star Game, samen met teamgenoot Joakim Noah.
Nadat hij een contractverlenging van de Bulls had afgeslagen, werd Deng begin januari 2014 overgeplaatst naar de Cleveland Cavaliers. In ruil daarvoor, ontving Chicago Andrew Bynum. Naast Bynum, die onmiddellijk werd vrijgelaten, ontvingen de Bulls drie draft picks. Chicago kon daardoor ongeveer 15 miljoen dollar aan salarissen en luxebelastingen besparen.
Aan het einde van het seizoen, liep Deng's contract af. Nadat verschillende clubs aanbiedingen hadden gedaan, besloot Deng naar de Miami Heat te verkassen. Daar kreeg hij een contract tot de zomer van 2016.
Voor het seizoen 2016/17 verhuisde Deng naar de Los Angeles Lakers. Op 1 september 2018 werd hij door de ploeg vrijgelaten. Het doel van Deng's vrijlating was om zijn duurbetaalde contract te laten vervallen om een andere ster binnen te halen om naast de pas getekende LeBron James te spelen.
Deng speelde het seizoen 2018/19 bij de Minnesota Timberwolves, waar hij werd herenigd met Derrick Rose, Taj Gibson en coach Tom Thibodeau. Hij speelde in 22 wedstrijden tijdens het seizoen. Hij verliet de Wolves aan het eind van het seizoen en tekende in oktober 2019 een 1-daags contract bij de Chicago Bulls om zijn carrière als Bulls-speler officieel te beëindigen.
Tijdens zijn 15-jarige NBA-carrière had Deng een gemiddelde van 14,8 punten, 6,1 rebounds en 2,3 assists per wedstrijd in meer dan 900 NBA-wedstrijden.

### Nationale ploeg
In oktober 2006 kreeg Deng de Britse nationaliteit en is daardoor speelgerechtigd voor het Britse nationale team in de volwassenencompetitie, nadat hij al voor Engeland had gespeeld in jeugdselectieteams. Met laatstgenoemde kwalificeerde hij zich voor het EK 2009 en het EK 2011. Met het nationale team nam Luol Deng deel aan het Olympisch basketbaltoernooi van 2012 in Londen.

## Erelijst
- NBA All-Star: 2012, 2013
- NBA All-Defensive Second Team: 2012
- NBA All-Rookie First Team: 2005
- NBA Sportsmanship Award: 2007

## Statistieken

### Regulier seizoen
| Seizoen  | Team                   | WG  | WS  | MPW  | 2P%  | 3P%  | FW%   | RPW | APW | SPW | BPW | PPW  |
| -------- | ---------------------- | --- | --- | ---- | ---- | ---- | ----- | --- | --- | --- | --- | ---- |
| 2004/05  | Chicago Bulls          | 61  | 45  | 27,3 | 43,4 | 26,5 | 74,1  | 5,3 | 2,2 | 0,8 | 0,4 | 11,7 |
| 2005/06  | Chicago Bulls          | 78  | 56  | 33,4 | 46,3 | 26,9 | 75,0  | 6,6 | 1,9 | 0,9 | 0,6 | 14,3 |
| 2006/07  | Chicago Bulls          | 82  | 82  | 37,5 | 51,7 | 14,3 | 77,7  | 7,1 | 2,5 | 1,2 | 0,6 | 18,8 |
| 2007/08  | Chicago Bulls          | 63  | 59  | 33,8 | 47,9 | 36,4 | 77,0  | 6,3 | 2,5 | 0,9 | 0,5 | 17,0 |
| 2008/09  | Chicago Bulls          | 49  | 46  | 34,0 | 44,8 | 40,0 | 79,6  | 6,0 | 1,9 | 1,2 | 0,5 | 14,1 |
| 2009/10  | Chicago Bulls          | 70  | 69  | 37,9 | 46,6 | 38,6 | 76,4  | 7,3 | 2,0 | 0,9 | 0,9 | 17,6 |
| 2010/11  | Chicago Bulls          | 82  | 82  | 39,1 | 46,0 | 34,5 | 75,0  | 5,8 | 2,8 | 1,0 | 0,6 | 17,4 |
| 2011/12  | Chicago Bulls          | 54  | 54  | 39,4 | 41,2 | 36,7 | 77,0  | 6,5 | 2,9 | 1,0 | 0,7 | 15,3 |
| 2012/13  | Chicago Bulls          | 75  | 75  | 38,7 | 42,6 | 32,2 | 81,6  | 6,3 | 3,0 | 1,1 | 0,4 | 16,5 |
| 2013/14  | Chicago Bulls          | 23  | 23  | 37,4 | 45,2 | 27,4 | 81,5  | 6,9 | 3,7 | 1,0 | 0,2 | 19,0 |
| 2013/14  | Cleveland Cavaliers    | 40  | 40  | 33,8 | 41,7 | 31,5 | 77,1  | 5,1 | 2,5 | 1,0 | 0,1 | 14,3 |
| 2014/15  | Miami Heat             | 72  | 72  | 33,6 | 46,9 | 35,5 | 76,1  | 5,2 | 1,9 | 0,9 | 0,3 | 14,0 |
| 2015/16  | Miami Heat             | 74  | 73  | 32,4 | 45,5 | 34,4 | 75,5  | 6,0 | 1,9 | 1,0 | 0,4 | 12,3 |
| 2016/17  | Los Angeles Lakers     | 56  | 49  | 26,5 | 38,7 | 30,9 | 73,0  | 5,3 | 1,3 | 0,9 | 0,4 | 7,6  |
| 2017/18  | Los Angeles Lakers     | 1   | 1   | 13,0 | 50,0 | –    | –     | 0,0 | 1,0 | 1,0 | 0,0 | 2,0  |
| 2018/19  | Minnesota Timberwolves | 22  | 2   | 17,8 | 50,0 | 31,8 | 71,4  | 3,3 | 0,8 | 0,7 | 0,4 | 7,1  |
| Carrière | Carrière               | 902 | 828 | 34,3 | 45,6 | 33,2 | 76,9  | 6,1 | 2,3 | 1,0 | 0,5 | 14,8 |
| All Star | All Star               | 2   | 0   | 11,5 | 33,3 | 20,0 | 100,0 | 1,0 | 1,0 | 0,0 | 0,0 | 5,0  |

### Play-offs
| Seizoen  | Team          | WG | WS | MPW  | 2P%  | 3P%  | FW%  | RPW | APW | SPW | BPW | PPW  |
| -------- | ------------- | -- | -- | ---- | ---- | ---- | ---- | --- | --- | --- | --- | ---- |
| 2005/06  | Chicago Bulls | 6  | 0  | 30,0 | 42,9 | 20,0 | 57,1 | 4,8 | 0,5 | 0,8 | 0,7 | 10,2 |
| 2006/07  | Chicago Bulls | 10 | 10 | 41,0 | 52,4 | 0,0  | 80,7 | 8,7 | 2,4 | 1,0 | 0,7 | 22,2 |
| 2009/10  | Chicago Bulls | 5  | 5  | 40,6 | 46,3 | 8,3  | 73,1 | 5,0 | 1,4 | 1,2 | 0,8 | 18,8 |
| 2010/11  | Chicago Bulls | 16 | 16 | 42,9 | 42,6 | 32,4 | 83,9 | 6,6 | 2,7 | 1,5 | 0,6 | 16,9 |
| 2011/12  | Chicago Bulls | 6  | 6  | 38,0 | 45,6 | 36,4 | 57,1 | 8,3 | 1,5 | 0,8 | 1,5 | 14,0 |
| 2012/13  | Chicago Bulls | 5  | 5  | 44,8 | 38,1 | 5,6  | 40,0 | 7,6 | 3,8 | 1,0 | 0,6 | 13,8 |
| 2015/16  | Miami Heat    | 14 | 14 | 35,4 | 47,1 | 42,1 | 84,2 | 5,9 | 1,6 | 0,9 | 0,6 | 13,3 |
| Carrière | Carrière      | 62 | 56 | 39,1 | 45,5 | 31,1 | 76,5 | 7,0 | 6,7 | 1,1 | 0,7 | 15,9 |

## Trivia
Sinds 2005 schenkt Deng jaarlijks zo'n 100.000 dollar om in Soedan 3000 schoolkinderen te voeden. Met zijn vader heeft hij een stichting opgericht die kinderen helpt in Darfoer. Ook opende hij in Chicago een lees- en leercentrum voor arme kinderen.